# Диллон, Хью
Хью Диллон (англ. Hugh Dillon; род. 31 мая 1963, Кингстон, Онтарио, Канада) — канадский актёр и певец, вокалист хард-рок-группы Headstones. Получил известность как актёр, сыграв главную роль в сериале «Горячая точка» (2008-2012), а также благодаря ролям в фильмах «Эмблема тяжёлого рока» (1996) и «Бюро человечества» (2017).
Озвучивал Ника, одного из четырёх выживших (главных героев), в игре «Left for Dead 2» (2009) от компании Valve.

## Биография
Хью Диллон родился и вырос в Кингстоне, Канада. В детстве жил на одной улице с будущей звездой НХЛ Дугом Гилмором. Окончив местную старшую школу, поступил в университет Куинс, однако спустя некоторое время уехал жить в Лондон. 
Вернувшись в родной город, в 1987 году основал рок-группу Headstones. В 1993 году группа выпустила свой дебютный альбом Picture of Health, который впоследствии стал платиновым. Актёрский дебют Хью Диллона состоялся в 1994 году в фильме Брюса Макдональда «Танцуй со мной на улице». Спустя два года Макдональд дал ему главную роль в фильме «Эмблема тяжёлого рока», повествующем о вымышленных канадских панк-рокерах. В 2003 Headstones распались, а в следующем году Диллон создал инди-рок-бэнд Hugh Dillon Redemption Choir.
В 2008 Диллон получил главную роль спецназовца Эда Лейна в телесериале «Горячая точка», которую он играл вплоть до закрытия сериала в 2012. За эту роль он получил премию Canadian Screen Awards. Также в сериале прозвучали несколько песен в исполнении Хью Диллона.
В 2011 году Headstones воссоединились, отыграв несколько концертов в разных городах Канады и США.
В 2016 стало известно, что Хью Диллон появится в качестве приглашённой звезды в эпизоде сериала Дэвида Линча «Твин Пикс».
С 2018 по 2020 играл второстепенную роль шерифа Хаскелла в сериале «Йеллоустон».

## Фильмография
| Год       |    | Русское название              | Оригинальное название            | Роль                    |
| --------- | -- | ----------------------------- | -------------------------------- | ----------------------- |
| 1994      | ф  | Танцуй со мной на улице       | Dance Me Outside                 | Кларенс Гаскилл         |
| 1996      | ф  | Эмблема тяжёлого рока         | Hard Core Logo                   | Джо Дик / Джозеф Малгрю |
| 2002      | ф  | Герой-одиночка                | Lone Hero                        | Кинг                    |
| 2002—2003 | с  | Деграсси: Следующее поколение | Degrassi: The Next Generation    | Альберт Мэннинг         |
| 2003      | с  | Отдел мокрых дел              | Blue Murder                      | Кевин Маршалл           |
| 2004      | ф  | Рождение оборотня             | Ginger Snaps Back: The Beginning | преподобный Гилберт     |
| 2004—2005 | с  | Регенезис                     | ReGenesis                        | Дэнни Декстер           |
| 2005      | ф  | Нападение на 13-й участок     | Assault on Precinct 13           | Тони                    |
| 2008      | ф  | Наблюдение                    | Surveillance                     | Стивен (отчим Стефани)  |
| 2008      | тф | Убийство на уме               | Of Murder and Memory             | Винсент Никол           |
| 2008—2012 | с  | Горячая точка                 | Flashpoint                       | Эдвард «Эд» Лейн        |
| 2015—2022 | с  | Пространство                  | The Expanse                      | лейтенант Саттон        |
| 2017      | с  | Твин Пикс                     | Twin Peaks                       | Том Пейдж               |
| 2017      | ф  | Ветреная река                 | Wind River                       | Кёртис                  |
| 2017      | ф  | Бюро человечества             | The Humanity Bureau              | Адам Вестингхауз        |
| 2018—2020 | с  | Йеллоустон                    | Yellowstone                      | шериф Донни Хаскелл     |
| 2021—2023 | с  | Мэр Кингстауна                | Mayor of Kingstown               | Иан Фергюсон            |